# The Clash
The Clash (englisch für „die Kollision“) war eine britische Rockband, die 1976 in London gegründet wurde. The Clash gilt als eine der einflussreichsten frühen Punkbands neben anderen Gruppen wie den Ramones und den Sex Pistols. Sie verarbeiteten Einflüsse aus Reggae, Folk und Popmusik. 

## Bandgeschichte
The Clash wurde im Juni 1976 in der ersten Welle der englischen Punk-Bewegung in London gegründet. Paul Simonon und Mick Jones (beide Mitglieder der Band London SS) wurden am 31. Mai von ihrem Manager Bernie Rhodes mit Joe Strummer bekannt gemacht, der zu dieser Zeit mit den 101'ers lokal erfolgreich war. Keith Levene, der anfangs den zweiten Gitarristen geben sollte, verabschiedete sich bald nach der eigentlichen Gründung und spielte später mit John Lydon bei Public Image Ltd, einer Post-Punk-Band. Einen Drummer fand man mit Terry Chimes.
Das erste Konzert von The Clash fand am 4. Juli 1976 als Vorgruppe der Sex Pistols statt. Im Februar 1977 unterschrieben sie einen Majorvertrag mit CBS Records, kurz darauf erschien die erste Single White Riot sowie das Album The Clash, die zu Verkaufserfolgen wurden.
Der Vertrag mit CBS stellte sich später als großer Fehler heraus, da er sie zur Ablieferung von acht Alben verpflichtete. Die Bandmitglieder gaben später zu, dass es leichtsinnig gewesen war, ihn zu unterschreiben. Auch vereinbarte The Clash mit ihrem Label, Doppel- oder Dreifach-LPs für ihr meist jugendliches und daher wenig zahlungskräftiges Publikum zu einem verhältnismäßig günstigen Verkaufspreis auf den Markt zu bringen. Die Mindereinnahmen wurden von der Band getragen, so dass diese an einigen ihrer Platten nicht viel Geld verdiente, sondern anfangs – trotz guter Verkaufszahlen – bei ihrer Plattenfirma sogar Schulden hatte.
Kurz nach ihrem Debütalbum, das nach der Band benannt wurde, verabschiedete sich Terry Chimes und wurde durch Topper Headon ersetzt.
Das zweite Album Give ’Em Enough Rope erschien im November 1978. Im Juli 1979 erschien die amerikanische Version des Debütalbums. In ihr waren drei Lieder (u. a. Protex Blue) der englischen Version ausgetauscht. Die Höchstplatzierung in den Billboard-Charts war Platz 100.
Im Dezember 1979 kam das berühmteste und erfolgreichste Album, London Calling, heraus, dem im Dezember 1980 das wesentlich experimentellere – und weniger erfolgreiche – Sandinista! folgte. Ebenfalls 1979 erschien der The-Clash-Film Rude Boy, bei dem die Band selbst mitspielt und in dem etliche Konzertausschnitte zu sehen sind, unter anderem aus ihrem berühmten Konzert im Londoner Victoria Park. Der Film handelt vom Pornoverkäufer Ray, der sich in der Punk- und Skinheadszene herumtreibt, Bier trinkt und später als unzuverlässiger Roadie bei The Clash anheuert.
Im Jahr 1982 folgte dann der Absturz von The Clash. Der einige Jahre zuvor gefeuerte Manager Rhodes wurde von Strummer gegen den Willen von Mick Jones wieder ins Boot geholt. Zwischen den wichtigen Bandmitgliedern entwickelten sich Streitigkeiten. Dennoch war ihre nächste Veröffentlichung im Mai desselben Jahres äußerst erfolgreich: Combat Rock enthält ihre berühmtesten Klassiker, Should I Stay Or Should I Go? und Rock the Casbah. In Großbritannien schaffte es das Album auf Platz 2, in Amerika erreichte es Platz 7.
Kurz nach der Veröffentlichung musste Topper Headon wegen seiner Heroinsucht die Band verlassen. Ersetzt wurde er wieder durch Terry Chimes, der 1983 erneut ausschied und dessen Platz Pete Howard einnahm. Auch Mick Jones wurde von Strummer und Simonon, nicht zuletzt auf Betreiben von Rhodes, aus der Band gedrängt.
Die Besetzung des letzten Albums Cut the Crap, das im November 1985 erschien, bestand aus Strummer, Simonon, Howard, dem 1983 dazugekommenen Gitarristen Nick Sheppard (The Cortinas) sowie Vince White. Das Album erreichte in den englischen Charts Platz 16.

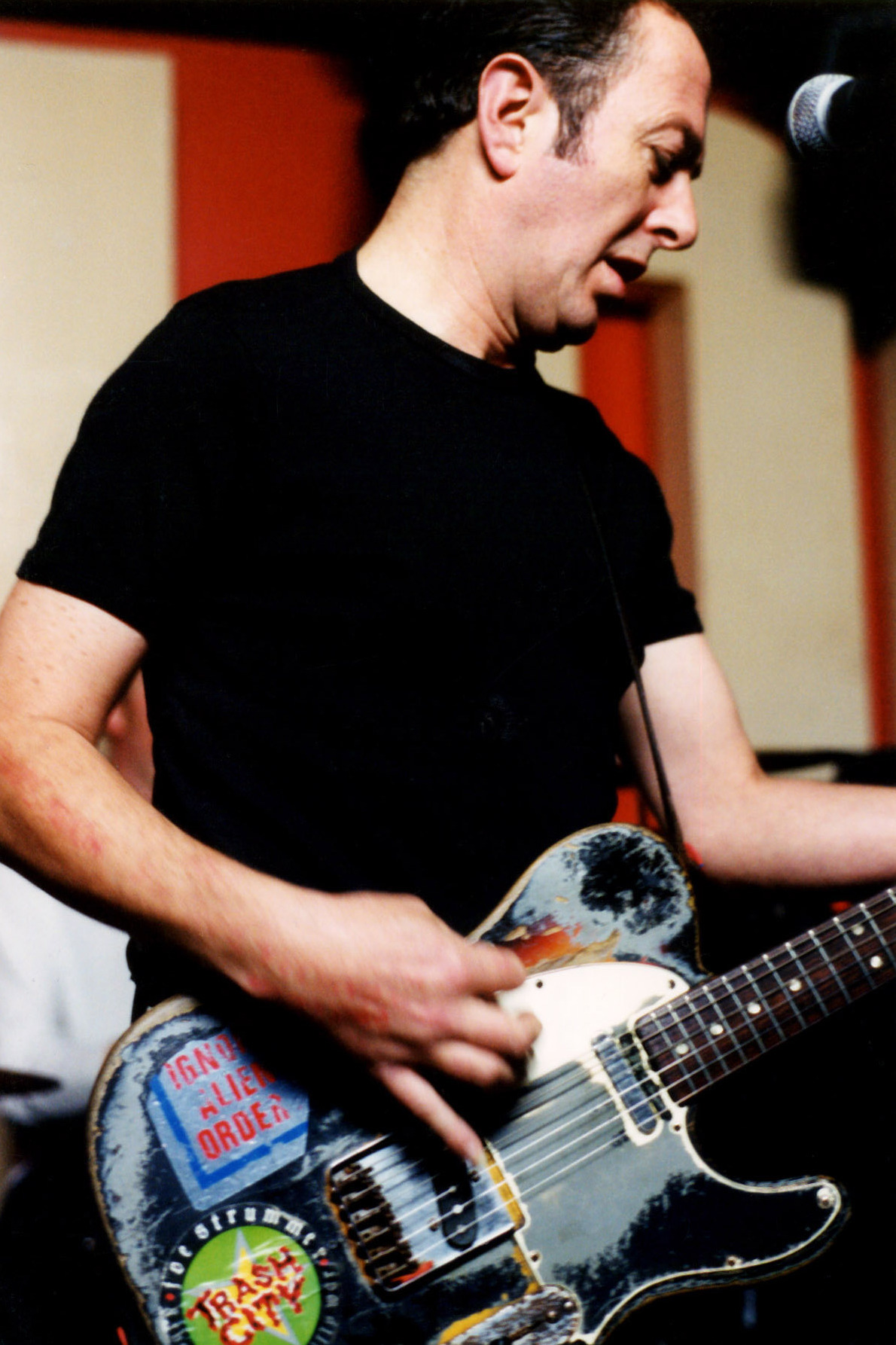
Joe Strummer (2001)

Nach einer Festivaltour quer durch Europa rief Strummer im Herbst 1985 die Mitglieder der Band zusammen und beschloss mit ihnen, die Band aufzulösen.
Im Frühjahr 1991 erlebte der Titel Should I Stay Or Should I Go nochmals große Popularität und eroberte oberste Plätze der Charts, als er für eine Werbekampagne der Jeans-Marke Levi’s eingesetzt wurde.
Im Dezember 2002 starb Joe Strummer an einem angeborenen und zu Lebzeiten nicht festgestellten Herzfehler.
2003 wurde The Clash in die Rock and Roll Hall of Fame aufgenommen.

## Besetzung
Auftreten der Bandmitglieder auf den Studioalben
| Bandmitglied  | Album     | Album                | Album          | Album       | Album       | Album        | Instrument         |
| Bandmitglied  | The Clash | Give ’Em Enough Rope | London Calling | Sandinista! | Combat Rock | Cut the Crap | Instrument         |
| ------------- | --------- | -------------------- | -------------- | ----------- | ----------- | ------------ | ------------------ |
| Joe Strummer  | Ja        | Ja                   | Ja             | Ja          | Ja          | Ja           | Gitarre, Gesang    |
| Paul Simonon  | Ja        | Ja                   | Ja             | Ja          | Ja          | Ja           | Bass, Gesang       |
| Mick Jones    | Ja        | Ja                   | Ja             | Ja          | Ja          | Nein         | Gitarre, Gesang    |
| Topper Headon | Ja (USA)  | Ja                   | Ja             | Ja          | Ja          | Nein         | Schlagzeug, Gesang |
| Keith Levene  | Nein      | Nein                 | Nein           | Nein        | Nein        | Nein         | Gitarre, Gesang    |
| Nick Sheppard | Nein      | Nein                 | Nein           | Nein        | Nein        | Ja           | Gitarre, Gesang    |
| Vince White   | Nein      | Nein                 | Nein           | Nein        | Nein        | Ja           | Gitarre            |
| Terry Chimes  | Ja        | Nein                 | Nein           | Nein        | Nein        | Nein         | Schlagzeug         |
| Pete Howard   | Nein      | Nein                 | Nein           | Nein        | Nein        | Ja           | Schlagzeug         |
| Rob Harper    | Nein      | Nein                 | Nein           | Nein        | Nein        | Nein         | Schlagzeug         |

## Einfluss
Die Band hatte einen großen Einfluss auf das weitere Musikgeschehen. Sie beeinflusste den später entstehenden Britpop besonders durch die Kombination von griffigen Hooklines und aggressivem Auftreten. Besonders die Manic Street Preachers berufen sich auf die Band, aber auch andere Alternative-Größen wie Green Day, The Levellers, U2, The Cure oder R.E.M. Auch der experimentelle Sound von Manu Chao wurde von ihnen beeinflusst. Die Toten Hosen bezeichnen sich selbst als Clash-Fans und coverten Songs von The Clash auf verschiedenen Alben. Außerdem widmeten sie Joe Strummer das Lied Goodbye Garageland, dessen Text hauptsächlich aus Zitaten diverser Clash-Songs besteht. Auf die Frage nach der besten Punkband aller Zeiten antwortete Campino 2022 The Clash.
The Clash wurde von diversen Bands gecovert – zum Beispiel coverten die Celtic-Punk-Rocker The Levellers 1994 „English Civil War“ – oder, direkt beeinflusst (aktuelle Beispiele sind The Dead 60s, The Libertines oder Hard-Fi), was ihren Einfluss auf die Musikkultur der Post-Punkära und alles, was danach folgte, nochmals untermauerte. Auch die Beatsteaks widmeten Joe Strummer ihr Lied „Hello Joe“. Die Amerikanische Polit- und Hardcore Punkband Anti-Flag coverte die Clash-Hits „Should I Stay or Should I Go?“, „I Fought the Law“, „London Calling“, „Clash City Rockers“ und „Career Opportunities“. Eine alternative Version von „Rock The Casbah“ veröffentlichte 2004 der algerisch-französische Musiker Rachid Taha – wobei Taha gegenüber Medien anführte, dass das Stück ursprünglich von ihm stamme und über eine Demoaufnahme zu The Clash gelangt sei.
Der Rolling Stone listete die Band auf Rang 28 der 100 größten Musiker aller Zeiten.
In der Mysteryserie Stranger Things von 2016 spielt der Clash-Song Should I Stay or Should I Go eine zentrale Rolle.

## Songrechte
Das Clash-Management ließ am 31. Januar 1977 die Firma Nineden Limited registrieren, die dem Clash-Manager und den Bandmitgliedern gehörte und sowohl die eingehenden Tantiemen als auch allgemein die Veröffentlichungsrechte der Songs verwaltete. Die Band besaß somit ihren eigenen Musikverlag und behielt daher im Gegensatz zu anderen Künstlern die kommerzielle Kontrolle über ihr Material.

## Diskografie

### Studioalben
| Jahr | Titel                | Höchstplatzierung, Gesamtwochen, AuszeichnungChartplatzierungen (Jahr, Titel, Platzierungen, Wochen, Auszeichnungen, Anmerkungen) | Höchstplatzierung, Gesamtwochen, AuszeichnungChartplatzierungen (Jahr, Titel, Platzierungen, Wochen, Auszeichnungen, Anmerkungen) | Höchstplatzierung, Gesamtwochen, AuszeichnungChartplatzierungen (Jahr, Titel, Platzierungen, Wochen, Auszeichnungen, Anmerkungen) | Höchstplatzierung, Gesamtwochen, AuszeichnungChartplatzierungen (Jahr, Titel, Platzierungen, Wochen, Auszeichnungen, Anmerkungen) | Höchstplatzierung, Gesamtwochen, AuszeichnungChartplatzierungen (Jahr, Titel, Platzierungen, Wochen, Auszeichnungen, Anmerkungen) | Anmerkungen                                                                                       |
| Jahr | Titel                | DE | AT | CH | UK | US | Anmerkungen                                                                                       |
| ---- | -------------------- | --- | --- | --- | --- | --- | ------------------------------------------------------------------------------------------------- |
| 1977 | The Clash            | — | — | — | UK12 Gold (UK-Version) + Silber (US-Version) · (17 Wo.)UK                                                                         | US126 Gold · (6 Wo.)US | Erstveröffentlichung: 8. April 1977 Verkäufe: + 760.000                                           |
| 1978 | Give ’Em Enough Rope | — | — | — | UK14 Gold · (2 Wo.)UK | US128 (10 Wo.)US | Erstveröffentlichung: 10. November 1978 Verkäufe: + 100.000                                       |
| 1979 | London Calling       | — | AT17 (2 Wo.)AT | — | UK9 Platin · (39 Wo.)UK | US27 Gold · (33 Wo.)US | Erstveröffentlichung: 14. Dezember 1979 Verkäufe: + 1.550.000                                     |
| 1980 | Sandinista!          | — | — | — | UK19 Silber · (9 Wo.)UK | US24 Platin · (20 Wo.)US | Erstveröffentlichung: 12. Dezember 1980 Verkäufe: + 660.000                                       |
| 1982 | Combat Rock          | DE48 (1 Wo.)DE | — | CH56 (1 Wo.)CH | UK2 Gold · (23 Wo.)UK | US7 ×2Doppelplatin · (61 Wo.)US                                                                                                   | Erstveröffentlichung: 14. Mai 1982 Charteinstieg in DE und CH erstmals 2022 Verkäufe: + 2.255.000 |
| 1985 | Cut the Crap         | — | — | — | UK16 Silber · (3 Wo.)UK | US88 (12 Wo.)US | Erstveröffentlichung: 4. November 1985 Verkäufe: + 60.000                                         |

grau schraffiert: keine Chartdaten aus diesem Jahr verfügbar

### Livealben
| Jahr | Titel                | Höchstplatzierung, Gesamtwochen, AuszeichnungChartplatzierungen (Jahr, Titel, Platzierungen, Wochen, Auszeichnungen, Anmerkungen) | Höchstplatzierung, Gesamtwochen, AuszeichnungChartplatzierungen (Jahr, Titel, Platzierungen, Wochen, Auszeichnungen, Anmerkungen) | Höchstplatzierung, Gesamtwochen, AuszeichnungChartplatzierungen (Jahr, Titel, Platzierungen, Wochen, Auszeichnungen, Anmerkungen) | Höchstplatzierung, Gesamtwochen, AuszeichnungChartplatzierungen (Jahr, Titel, Platzierungen, Wochen, Auszeichnungen, Anmerkungen) | Höchstplatzierung, Gesamtwochen, AuszeichnungChartplatzierungen (Jahr, Titel, Platzierungen, Wochen, Auszeichnungen, Anmerkungen) | Anmerkungen                                                    |
| Jahr | Titel                | DE | AT | CH | UK | US | Anmerkungen                                                    |
| ---- | -------------------- | --- | --- | --- | --- | --- | -------------------------------------------------------------- |
| 2008 | Live at Shea Stadium | — | — | — | UK31 (2 Wo.)UK | US93 (2 Wo.)US | Erstveröffentlichung: 3. Oktober 2008 Live-Mitschnitt von 1982 |

### Kompilationen
| Jahr | Titel                             | Höchstplatzierung, Gesamtwochen, AuszeichnungChartplatzierungen (Jahr, Titel, Platzierungen, Wochen, Auszeichnungen, Anmerkungen) | Höchstplatzierung, Gesamtwochen, AuszeichnungChartplatzierungen (Jahr, Titel, Platzierungen, Wochen, Auszeichnungen, Anmerkungen) | Höchstplatzierung, Gesamtwochen, AuszeichnungChartplatzierungen (Jahr, Titel, Platzierungen, Wochen, Auszeichnungen, Anmerkungen) | Höchstplatzierung, Gesamtwochen, AuszeichnungChartplatzierungen (Jahr, Titel, Platzierungen, Wochen, Auszeichnungen, Anmerkungen) | Höchstplatzierung, Gesamtwochen, AuszeichnungChartplatzierungen (Jahr, Titel, Platzierungen, Wochen, Auszeichnungen, Anmerkungen) | Anmerkungen                                                                |
| Jahr | Titel                             | DE | AT | CH | UK | US | Anmerkungen                                                                |
| ---- | --------------------------------- | --- | --- | --- | --- | --- | -------------------------------------------------------------------------- |
| 1980 | Black Market Clash                | — | — | — | UK74 (16 Wo.)UK | — |                                                                            |
| 1988 | The Story of The Clash – Volume 1 | DE53 (8 Wo.)DE | — | — | UK7 Gold · (20 Wo.)UK | — | Verkäufe: + 310.000                                                        |
| 1991 | The Singles                       | — | — | — | UK68 (2 Wo.)UK | — | Erstveröffentlichung: 11. November 1991 Verkäufe: + 10.000                 |
| 1999 | The Story of The Clash – Volume 2 | — | — | — | UK70 (2 Wo.)UK | US— PlatinUS | Verkäufe: + 1.000.000                                                      |
| 1999 | From Here to Eternity             | — | — | — | UK13 Gold · (5 Wo.)UK | US193 (1 Wo.)US | Erstveröffentlichung: 1. Oktober 1999 Live-Kompilation Verkäufe: + 100.000 |
| 2003 | The Essential Clash               | — | — | — | UK18 Gold · (4 Wo.)UK | US99 (2 Wo.)US | Verkäufe: + 107.500                                                        |
| 2004 | London Calling 25th Anniversary   | — | AT17 (2 Wo.)AT | CH72 (1 Wo.)CH | UK26 Silber · (2 Wo.)UK | — | Erstveröffentlichung: 19. September 2004 Verkäufe: + 60.000                |
| 2005 | The Singles                       | — | — | — | UK13 Platin · (9 Wo.)UK | — | Box-Set mit allen 7"-Singles Verkäufe: + 325.000                           |
| 2013 | The Clash Hits Back               | — | — | — | UK13 Gold · (3 Wo.)UK | — | Erstveröffentlichung: 6. September 2013 Verkäufe: + 100.000                |
| 2013 | Sound System                      | — | — | — | UK53 (1 Wo.)UK | — | Erstveröffentlichung: 6. September 2013                                    |

grau schraffiert: keine Chartdaten aus diesem Jahr verfügbar
Weitere Kompilationen
- 1992: Twelve Inch Mixes
- 1993: Super Black Market Clash
- 2000: Clash on Broadway (UK: Silber)
- 2003: The Ultimate Collection

### Singles
| Jahr | Titel                                    | Höchstplatzierung, Gesamtwochen, AuszeichnungChartplatzierungen (Jahr, Titel, Platzierungen, Wochen, Auszeichnungen, Anmerkungen) | Höchstplatzierung, Gesamtwochen, AuszeichnungChartplatzierungen (Jahr, Titel, Platzierungen, Wochen, Auszeichnungen, Anmerkungen) | Höchstplatzierung, Gesamtwochen, AuszeichnungChartplatzierungen (Jahr, Titel, Platzierungen, Wochen, Auszeichnungen, Anmerkungen) | Höchstplatzierung, Gesamtwochen, AuszeichnungChartplatzierungen (Jahr, Titel, Platzierungen, Wochen, Auszeichnungen, Anmerkungen) | Höchstplatzierung, Gesamtwochen, AuszeichnungChartplatzierungen (Jahr, Titel, Platzierungen, Wochen, Auszeichnungen, Anmerkungen) | Anmerkungen                                 |
| Jahr | Titel                                    | DE | AT | CH | UK | US | Anmerkungen                                 |
| ---- | ---------------------------------------- | --- | --- | --- | --- | --- | ------------------------------------------- |
| 1977 | White Riot The Clash                     | — | — | — | UK38 (3 Wo.)UK | — | Erstveröffentlichung: 18. März 1977         |
| 1977 | Complete Control –                       | — | — | — | UK28 (2 Wo.)UK | — | Erstveröffentlichung: 23. September 1977    |
| 1978 | Clash City Rockers –                     | — | — | — | UK35 (4 Wo.)UK | — | Erstveröffentlichung: 17. Februar 1978      |
| 1978 | (White Man) In Hammersmith Palais –      | — | — | — | UK32 (7 Wo.)UK | — | Erstveröffentlichung: 16. Juni 1978         |
| 1978 | Tommy Gun Give ’Em Enough Rope           | — | — | — | UK19 (10 Wo.)UK | — | Erstveröffentlichung: 24. November 1978     |
| 1979 | English Civil War Give ’Em Enough Rope   | — | — | — | UK25 (6 Wo.)UK | — | Erstveröffentlichung: 23. Februar 1979      |
| 1979 | The Cost of Living EP –                  | — | — | — | UK22 (8 Wo.)UK | — | Erstveröffentlichung: 11. Mai 1979          |
| 1979 | London Calling                           | — | — | — | UK11 (10 Wo.)UK | — | Erstveröffentlichung: 7. Dezember 1979      |
| 1980 | Train in Vain London Calling             | — | — | — | UK— SilberUK | US23 (14 Wo.)US | Erstveröffentlichung: 1980                  |
| 1980 | Bankrobber Black Market Clash            | — | — | — | UK12 (10 Wo.)UK | — | Erstveröffentlichung: 1. August 1980        |
| 1980 | The Call Up Sandinista!                  | — | — | — | UK40 (6 Wo.)UK | — | Erstveröffentlichung: 21. November 1980     |
| 1981 | Hitsville UK Sandinista!                 | — | — | — | UK56 (4 Wo.)UK | — | Erstveröffentlichung: 16. Januar 1981       |
| 1981 | The Magnificent Seven Sandinista!        | — | — | — | UK34 (5 Wo.)UK | — | Erstveröffentlichung: 10. April 1981        |
| 1981 | This Is Radio Clash –                    | — | — | — | UK47 (6 Wo.)UK | — | Erstveröffentlichung: 20. November 1981     |
| 1982 | Know Your Rights Combat Rock             | — | — | — | UK43 (3 Wo.)UK | — | Erstveröffentlichung: 23. April 1982        |
| 1982 | Rock the Casbah Combat Rock              | — | — | — | UK30 (10 Wo.)UK | US8 ×2Doppelplatin · (24 Wo.)US                                                                                                   | Erstveröffentlichung: 11. Juni 1982         |
| 1982 | Should I Stay or Should I Go Combat Rock | — | — | — | UK17 (9 Wo.)UK | US45 (23 Wo.)US | Erstveröffentlichung: 17. September 1982    |
| 1985 | This Is England Cut the Crap             | — | — | — | UK24 (5 Wo.)UK | — | Erstveröffentlichung: 30. September 1985    |
| 1988 | I Fought the Law The Story of the Clash  | — | — | — | UK29 Silber · (6 Wo.)UK | — | Verkäufe + 200.000                          |
| 1988 | London Calling The Story of the Clash    | — | — | — | UK46 (3 Wo.)UK | — | Wiederveröffentlichung                      |
| 1990 | Return to Brixton –                      | — | — | — | UK57 (2 Wo.)UK | — |                                             |
| 1991 | Should I Stay or Should I Go The Singles | DE5 Gold · (20 Wo.)DE | AT5 (12 Wo.)AT | CH4 (20 Wo.)CH | UK1 ×2Doppelplatin · (9 Wo.)UK | — | Wiederveröffentlichung Verkäufe + 1.667.500 |
| 1991 | Rock the Casbah The Singles              | — | — | — | UK15 Platin · (6 Wo.)UK | — | Wiederveröffentlichung Verkäufe + 655.000   |
| 1991 | London Calling The Singles               | — | — | — | UK64 Platin · (2 Wo.)UK | — | Wiederveröffentlichung Verkäufe + 680.000   |

grau schraffiert: keine Chartdaten aus diesem Jahr verfügbar
Weitere Singles
- 1977: Remote Control
- 1991: Train in Vain (Wiederveröffentlichung)

### Videoalben
| Jahr | Titel                 | Höchstplatzierung, Gesamtwochen, AuszeichnungChartplatzierungen (Jahr, Titel, Platzierungen, Wochen, Auszeichnungen, Anmerkungen) | Höchstplatzierung, Gesamtwochen, AuszeichnungChartplatzierungen (Jahr, Titel, Platzierungen, Wochen, Auszeichnungen, Anmerkungen) | Höchstplatzierung, Gesamtwochen, AuszeichnungChartplatzierungen (Jahr, Titel, Platzierungen, Wochen, Auszeichnungen, Anmerkungen) | Höchstplatzierung, Gesamtwochen, AuszeichnungChartplatzierungen (Jahr, Titel, Platzierungen, Wochen, Auszeichnungen, Anmerkungen) | Höchstplatzierung, Gesamtwochen, AuszeichnungChartplatzierungen (Jahr, Titel, Platzierungen, Wochen, Auszeichnungen, Anmerkungen) | Anmerkungen                            |
| Jahr | Titel                 | DE | AT | CH | UK | US | Anmerkungen                            |
| ---- | --------------------- | --- | --- | --- | --- | --- | -------------------------------------- |
| 2008 | Live: Revolution Rock | — | — | — | UK6 (11 Wo.)UK | — | Erstveröffentlichung: 10. Oktober 2008 |

Weitere Videoalben
- 1999: Westway to the World (UK: Gold)
- 2005: Rude Boy – The Movie (UK: Platin)

## Auszeichnungen für Musikverkäufe
| Goldene Schallplatte - Australien - 1982: für das Album Combat Rock - Dänemark - 2023: für die Single Should I Stay or Should I Go - Frankreich - 1982: für das Album London Calling - 1982: für das Album Sandinista! - 1993: für das Album Combat Rock - Italien - 2016: für das Album The Singles - 2019: für die Single Rock the Casbah - 2021: für das Album Combat Rock - Kanada - 1980: für das Album London Calling - 1982: für das Album Combat Rock - 2019: für die Single Train In Vain - Neuseeland - 2003: für das Album The Essential Clash - 2007: für das Album The Singles (2005) - Spanien - 2024: für die Single London Calling - Vereinigtes Königreich - 2016: für das Album The Clash (Re-Release 1999) | 2× Goldene Schallplatte - Frankreich - 1992: für das Album The Story of The Clash – Volume 1 Platin-Schallplatte - Italien - 2019: für das Album London Calling - Kanada - 2019: für die Single London Calling - Neuseeland - 1983: für das Album Combat Rock - 1988: für das Album The Story of The Clash – Volume 1 - 1992: für das Album The Singles (1991) - 2021: für die Single Rock the Casbah - 2022: für die Single London Calling 2× Platin-Schallplatte - Italien - 2021: für die Single Should I Stay or Should I Go - Neuseeland - 1980: für das Album London Calling - Spanien - 2024: für die Single Should I Stay or Should I Go 3× Platin-Schallplatte - Neuseeland - 2024: für die Single Should I Stay or Should I Go |

Anmerkung: Auszeichnungen in Ländern aus den Charttabellen bzw. Chartboxen sind in ebendiesen zu finden.
| Land/RegionAuszeichnungen für Musikverkäufe (Land/Region, Auszeichnungen, Verkäufe, Quellen) | Silber     | Gold       | Platin       | Verkäufe  | Quellen                       |
| -------------------------------------------------------------------------------------------- | ---------- | ---------- | ------------ | --------- | ----------------------------- |
| Australien (ARIA)                                                                            | —          | Gold1      | —            | 20.000    | Einzelnachweise               |
| Dänemark (IFPI)                                                                              | —          | Gold1      | —            | 45.000    | ifpi.dk                       |
| Deutschland (BVMI)                                                                           | —          | Gold1      | —            | 250.000   | musikindustrie.de             |
| Frankreich (SNEP)                                                                            | —          | 5× Gold5   | —            | 500.000   | infodisc.fr                   |
| Italien (FIMI)                                                                               | —          | 3× Gold3   | 3× Platin3   | 245.000   | fimi.it                       |
| Kanada (MC)                                                                                  | —          | 3× Gold3   | Platin1      | 250.000   | musiccanada.com               |
| Neuseeland (RMNZ)                                                                            | —          | 2× Gold2   | 10× Platin10 | 237.500   | aotearoamusiccharts.co.nz NZ2 |
| Spanien (Promusicae)                                                                         | —          | Gold1      | 2× Platin2   | 150.000   | elportaldemusica.es           |
| Vereinigte Staaten (RIAA)                                                                    | —          | 2× Gold2   | 6× Platin6   | 7.000.000 | riaa.com                      |
| Vereinigtes Königreich (BPI)                                                                 | 7× Silber7 | 9× Gold9   | 7× Platin7   | 4.575.000 | bpi.co.uk                     |
| Insgesamt                                                                                    | 7× Silber7 | 28× Gold28 | 29× Platin29 |           |                               |